# Ekaterina Ilina
Pour les articles homonymes, voir Ilina.
Ekaterina Fiodorovna Ilina (russe : Екатерина Фёдоровна Ильина), née le 7 mars 1991, est une joueuse  de handball russe évoluant au poste d'arrière gauche.
En juin 2018, elle annonce qu'elle ne peut pas poursuivre sa carrière en raison de problèmes de colonne vertébrale. Après un peu plus d'une année de réhabilitation, elle signe un contrat à l'automne 2019 avec le CSKA Moscou

## Palmarès

### Club
compétitions internationales
- vainqueur de la coupe EHF en 2014 (avec HC Lada Togliatti) et 2017 (avec Rostov-Don)

compétitions nationales
- championne de Russie (3) en 2015, 2017 et 2018 (avec Rostov-Don)
- vainqueur de la coupe de Russie en 2017 (avec Rostov-Don)

### Équipe nationale
Jeux olympiques
- médaillée d'or aux Jeux olympiques de 2016 à Rio de Janeiro
- Médaille d'argent aux Jeux olympiques de 2020 à Tokyo

autres
- troisième du championnat d'Europe junior en 2009[2]